# Bitwa pod Hodowem

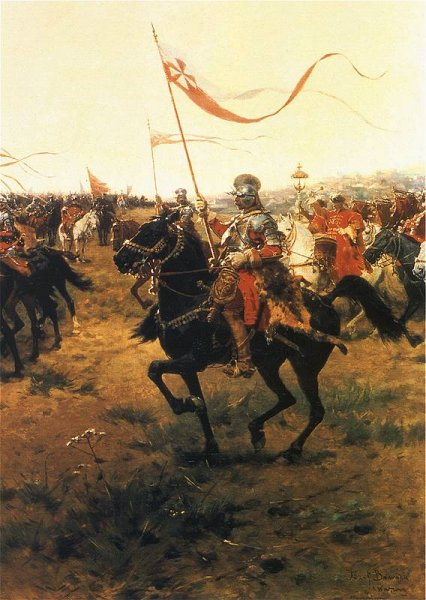
Husarz

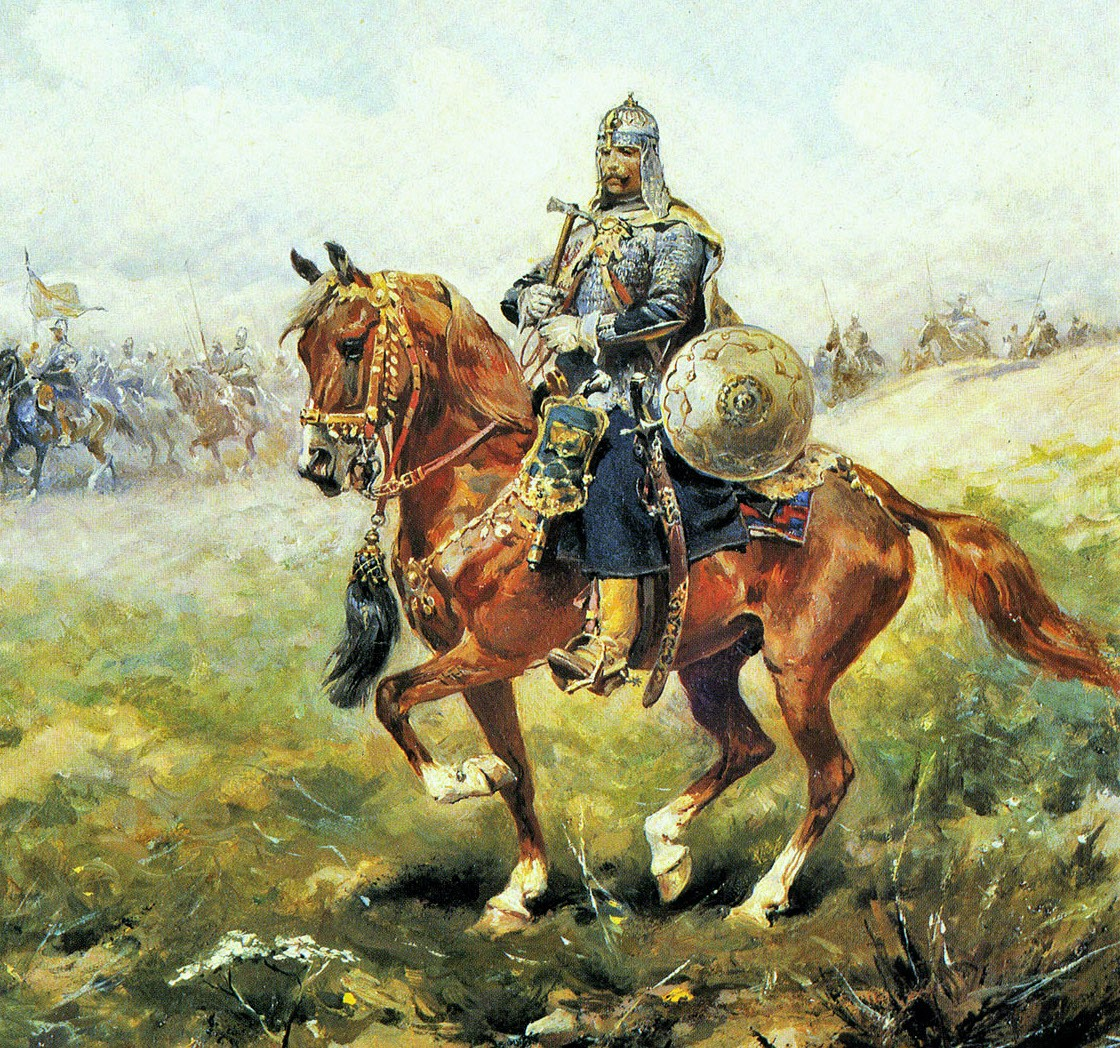
Towarzysz pancerny

Bitwa pod Hodowem – bitwa pomiędzy wojskami polskimi a tatarskimi pod Hodowem w 1694 w trakcie wojny polsko-tureckiej (1683–1699), rozpoczętej odsieczą wiedeńską króla Jana III Sobieskiego. Z powodu olbrzymiej dysproporcji sił bitwa ta bywa nazywana polskimi Termopilami.

## Okoliczności
W czerwcu 1694 nastąpił najazd Tatarów na ziemie polskie, przeprowadzony w celu pozyskania jasyru. Do ich odparcia skierowano dwa zgrupowania jazdy – pierwsze z Okopów Świętej Trójcy pod dowództwem Konstantego Zahorowskiego i drugie z Szańca Panny Marii pod dowództwem Mikołaja Tyszkowskiego. Były to zgrupowania 100 husarzy i 300 pancernych.

## Bitwa
Do pierwszego starcia doszło na polach pod wsią Hodów, gdzie polska jazda zaatakowała tatarską straż przednią liczącą około 500–600 koni. Polacy pojmali dwóch mirzów. Po tym starciu Polacy, zorientowawszy się, że główne siły przeciwnika dopiero nadejdą i że nie mają szans w starciu wobec przygniatającej przewagi liczebnej Tatarów, wycofali się do wsi Hodów. Tam pancerni i husaria zeszli z koni i wykorzystali do obrony tabory, kobylenie, płoty, stoły, beczki i tym podobne. Ataki Tatarów, pieszo i z pomocą broni palnej, przez pięć do sześciu godzin odpierało około 300 pancernych i 100 husarzy. Kiedy skończyła się amunicja, obrońcy strzelali tatarskimi strzałami wkładanymi do luf zamiast kul. Tatarów było według różnych szacunków od 25 do 70 tysięcy, jednak król Jan III Sobieski podawał w rozmowie z Mikołajem Złotnickim liczbę 40 tysięcy, co dawałoby stosunek sił 100:1.
Nie mogąc pokonać obrońców, Tatarzy wysłali Lipków, czyli polskich Tatarów, z żądaniem kapitulacji. Polacy odmówili, wobec czego ze względu na znaczne straty Tatarzy wycofali się do okupowanego ówcześnie przez nich Kamieńca Podolskiego. Dzięki skutecznej obronie powstrzymany został dalszy najazd tatarski.
W bitwie większość obrońców odniosła rany, a zabitych było kilkudziesięciu, w tym kilkunastu towarzyszy chorągiewnych. Dowodzący jedną z rot husarskich Konstanty Zahorowski zmarł z powodu odniesionych ran trzy dni po bitwie. Do tatarskiej niewoli dostał się Mikołaj Tyszkowski, który został z niej potem wykupiony.

## Skład wojsk Rzeczypospolitej[1]
- królewska rota husarska Jana III Sobieskiego pod cześnikiem koronnym Mikołajem Złotnickim, który był jednak nieobecny w czasie bitwy i zastępował go poległy w bitwie Gulcher (Mikołaj Guttyter Dobrodziejski) – 48 ludzi[7]
- królewska rota husarska marszałka nadwornego koronnego Józefa Karola Lubomirskiego – około 50 ludzi
- 5 rot pancernych – około 300 ludzi

## Upamiętnienie
Już cztery dni po bitwie król Jan III Sobieski przekazał na lekarstwa dla husarzy i pancernych 1000 złotych, a hetman Stanisław Jan Jabłonowski przekazał 400 złotych na cyrulika Mikołaja w celu leczenia rannych w szpitalu w Złoczowie. 27 czerwca król przyjął żołnierzy we Lwowie i obdarował ich pieniędzmi i końmi. W 1695 Sobieski kazał postawić im pomnik, który przetrwał do dziś.
Latem 2014 przeprowadzono jego renowację, którą wykonał doktor habilitowany Janusz Smaza z warszawskiej ASP, a następnie 25 października tego samego roku dokonano uroczystego odsłonięcia podczas obchodów 320. rocznicy bitwy, przy udziale władz obwodu tarnopolskiego i rejonu zborowskiego.